# Station Donnas
Station Donnas is een spoorwegstation van de spoorlijn Chivasso-Ivrea-Aosta, gelegen in de gemeente Donnas (Aostadal-Italië). Het station werd zoals de spoorlijn in 1886 geopend.